# Nowouralsk
Nowouralsk (ros. Новоуральск) – miasto zamknięte w Federacji Rosyjskiej, w obwodzie swierdłowskim, pozostające w gestii Federalnej Agencji Energii Atomowej Rosatom (Государственная корпорация по атомной энергии «Росатом»).

## Historia
Nowouralsk powstał w lutym 1941, jako osiedle budowniczych zakładów metalurgicznych. Dopiero 17 marca 1954, bezimienne dotychczas osiedle otrzymało prawa miejskie i nazwę – Nowouralsk. Jednak przez następne 40 lat miasto funkcjonowało jako „Swierdłowsk – 44”. Odtajnienie nazwy nastąpiło 4 stycznia 1994.
W Nowouralsku znajduje się OAO „Uralskij Elektrochimiczeskij Kombinat”, przedsiębiorstwo będące światowym liderem w separacji izotopów uranu.

## Sport
- Kiedr Nowouralsk – klub hokeja na lodzie